# HIMA
HIMA（ひま、10月3日 - ）は、日本のイラストレーター。東京都出身
。
『電撃萌王』小冊子への寄稿を見た電撃文庫編集者から、小説『アクセル・ワールド』の挿絵依頼を受け、初めて挿絵イラストを担当する。

## 作品
ライトノベル
- アクセル・ワールド[3]（川原礫 著、電撃文庫、2009年2月 - ）
- 最下位覇王の無双支配（朱月十話 著、オーバーラップ文庫、2015年7月）ISBN 978-4-8655-4056-7
- お姉さん先生は男子高生に餌づけしたい。（朱月十話 著、ファミ通文庫、2019年6月 - 2019年11月 全2巻）
  1. （2019年6月）ISBN 978-4047356429　
  2. （2019年11月）ISBN 978-4047358423
- こじらせお姉さんと僕だけのラブコメ（坂神京平 著、角川スニーカー文庫、2021年1月）ISBN 978-4041110409
- 魔導ハッカー〉〉暴け、魔法の脆弱性を（鎌池和馬 著、LINE文庫エッジ、2019年8月）ISBN 978-4-908588-76-1
- ガイスト×レブナント クソザコモブな俺は、相棒の精霊を美少女に進化させて最強に!（サンボン 著、TOブックス、全2巻）
  1. （2022年1月）ISBN 978-4-86699-400-0
  2. （2022年6月）ISBN 978-4-86699-536-6

ジュブナイルポルノ
- お嬢様姉妹はW嫁!（青橋由高 著、美少女文庫、2010年3月）ISBN 978-4-8296-5919-9
- 闘技場の戦姫（わかつきひかる 著、美少女文庫、2014年2月）ISBN 978-4-8296-6282-3
- 破滅姫と淫呪の帝笏（わかつきひかる 著、美少女文庫、2014年10月）ISBN 978-4-8296-6304-2
- 転生城主の奴隷ハーレム（朱月十話 著、えすかれ美少女文庫、2015年8月）ISBN 978-4-8296-6335-6
- 異世界魔術師のハーレム無双（朱月十話 著、美少女文庫、2015年12月）ISBN 978-4-8296-6345-5
- 魔剣の魔メイドと魔の祝福（わかつきひかる 著、美少女文庫、2016年6月）ISBN 978-4-8296-6365-3
- 転生領主の催眠ハーレム王国（朱月十話 著、えすかれ美少女文庫、2016年9月）ISBN 978-4-8296-6374-5
- メイドやります！　年上お姉さんとツンツン幼なじみ（青橋由高 著、美少女文庫、2017年1月）ISBN 978-4-8296-6384-4
- 僕には龍神（ドラゴン）なお姉ちゃんがいます（青橋由高 著、美少女文庫、2017年6月）ISBN 978-4-8296-6396-7
- 僕には家事妖精（シルキー）なメイドがいます（青橋由高 著、美少女文庫、2017年12月）ISBN 978-4-8296-6416-2
- ハーレムダンジョンで神様プレイ！　武闘家、魔法使い、猫耳剣士、エルフシスター（ニシ 著、美少女文庫、2018年3月）ISBN 978-4-8296-6425-4
- 僕には悪魔（リリス）な師匠がいます（青橋由高 著、美少女文庫、2018年10月）ISBN 978-4-8296-6447-6
- 僕には雪女（スノーホワイト）なお姫様がいます（青橋由高 著、美少女文庫、2019年2月）ISBN 978-4-8296-6458-2
- うちの鬼メイドは鬼可愛い（青橋由高 著、美少女文庫、2019年5月）ISBN 978-4-8296-6466-7
- 僕には純白王道（ヴィクトリアン）なメイドがいます（青橋由高 著、美少女文庫、2020年2月）ISBN 978-4-8296-6496-4
- 僕には調教志願（エロエロぐいぐい）なエルフ先輩がいます（青橋由高 著、美少女文庫、2020年8月）ISBN 978-4-8296-2114-1
- 僕には吸血鬼殺（ヴァンパイアハンター）な姉さんがいます（青橋由高 著、美少女文庫、2021年4月）ISBN 978-4-8296-2136-3

ビジネス書
- 小説 ダメ営業マンのボクが企業参謀に変わるまで（小関尚紀 著、東洋経済新報社、2010年7月）ISBN 978-4-4920-4381-3

成年コミック
- HOT LIMIT 2020（ジーオーティー、2020年9月）ISBN 978-4-8236-0072-2